# Moundybach (commune urbaine)
Moundybach (Мундыба́ш) est une commune urbaine de Russie située dans l'arrondissement (raïon) de Tachtagol de l'oblast de Kemerovo.

## Nom
Le bourg tire son nom de la rivière Moundybach qui le traverse. Son nom signifie en langue chor: « Une tête se trouve ici ».

## Géographie
La rivière Telbès se jette dans le Moundybach, puis celui-ci se jette dans la Kondoma.

## Histoire
Le village apparaît avec la venue du chemin de fer sur une terre chor. En 1929, la construction d'une usine d'agglomération et d'un téléphérique reliant Moundybach au gisement de minerai de fer de Telbès a fait croître la population. En 1934, le village obtient le statut de commune urbaine de type bourg ouvrier.
La gare ferroviaire de Moundybach s'appelle en 1941 la gare de Telbès. Le petit village de Telbès est réuni ensuite à Moundybach. La commune dispose d'un jardin d'enfants, une école, une école moyenne, une bibliothèque, un centre social, trois établissements de santé et de plusieurs magasins, ainsi que d'une église orthodoxe dédiée à l'Assomption, de l'éparchie de Novokouznetsk.

## Population
Recensements (*) ou estimations de la population
| 1935  | 1959*  | 1970* | 1979* |
| ----- | ------ | ----- | ----- |
| 7 100 | 12 171 | 9 497 | 7 530 |

| 1989* | 2002* | 2010* | 2012  |
| ----- | ----- | ----- | ----- |
| 6 915 | 6 019 | 5 097 | 4 924 |

| 2013  | 2016  | 2019  | 2021  |
| ----- | ----- | ----- | ----- |
| 4 894 | 4 667 | 4 323 | 4 188 |

## Économie

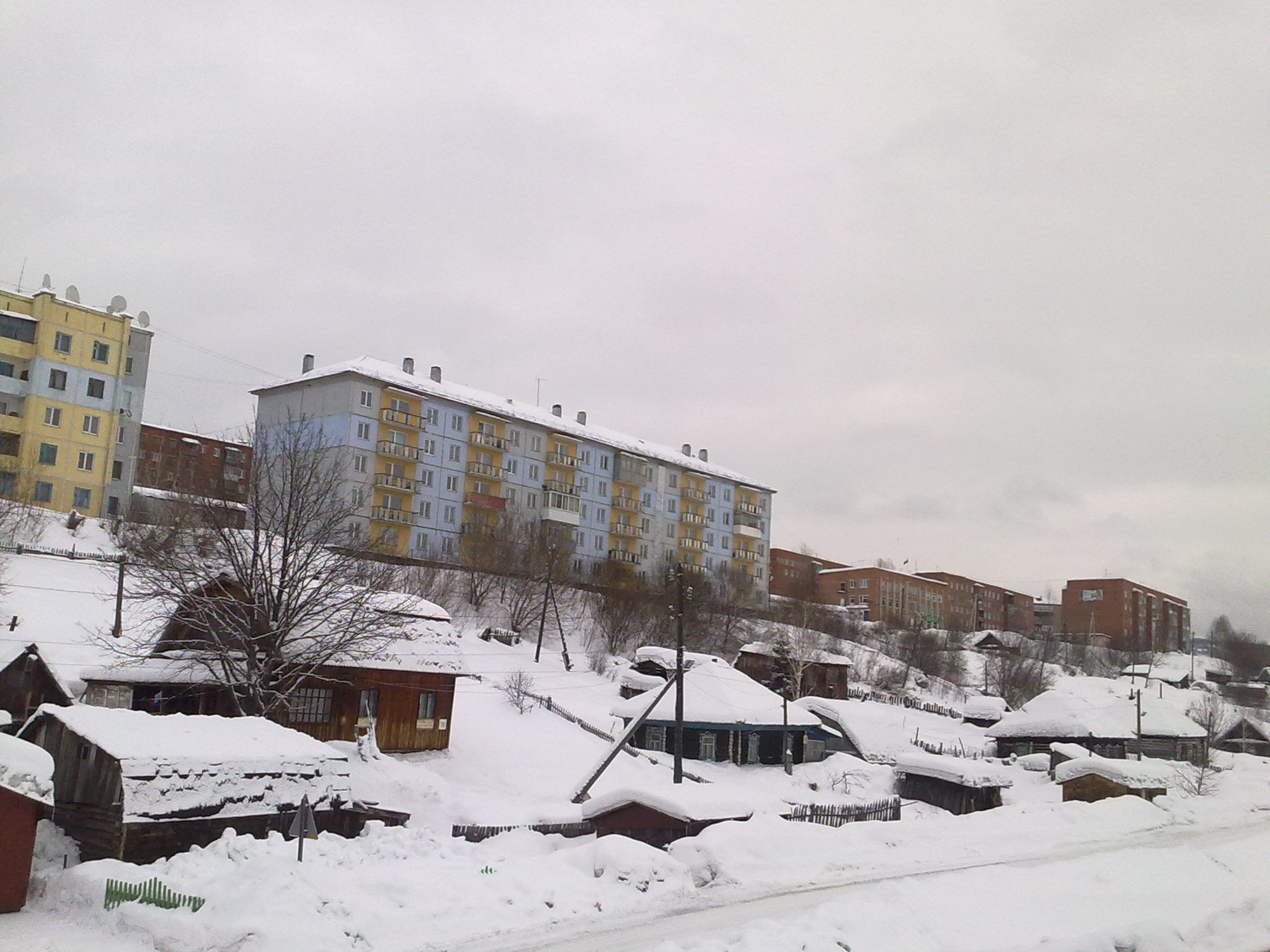
Moundybach en hiver.

Avec la fermeture de l'usine d'agglomération de Moundybach en 2015, la situation socio-économique de la commune s'aggrave. Elle est inscrite à la liste des villes confrontées à une situation socio-économique difficile.
En 2002, la centrale électrique de Moundybach et l'usine mécanique de Moundybach ont été séparées en organisations indépendantes. La plus grande des entreprises commerciales est l'entreprise municipale de vente en gros et intermédiaire Stimul.

## Transport

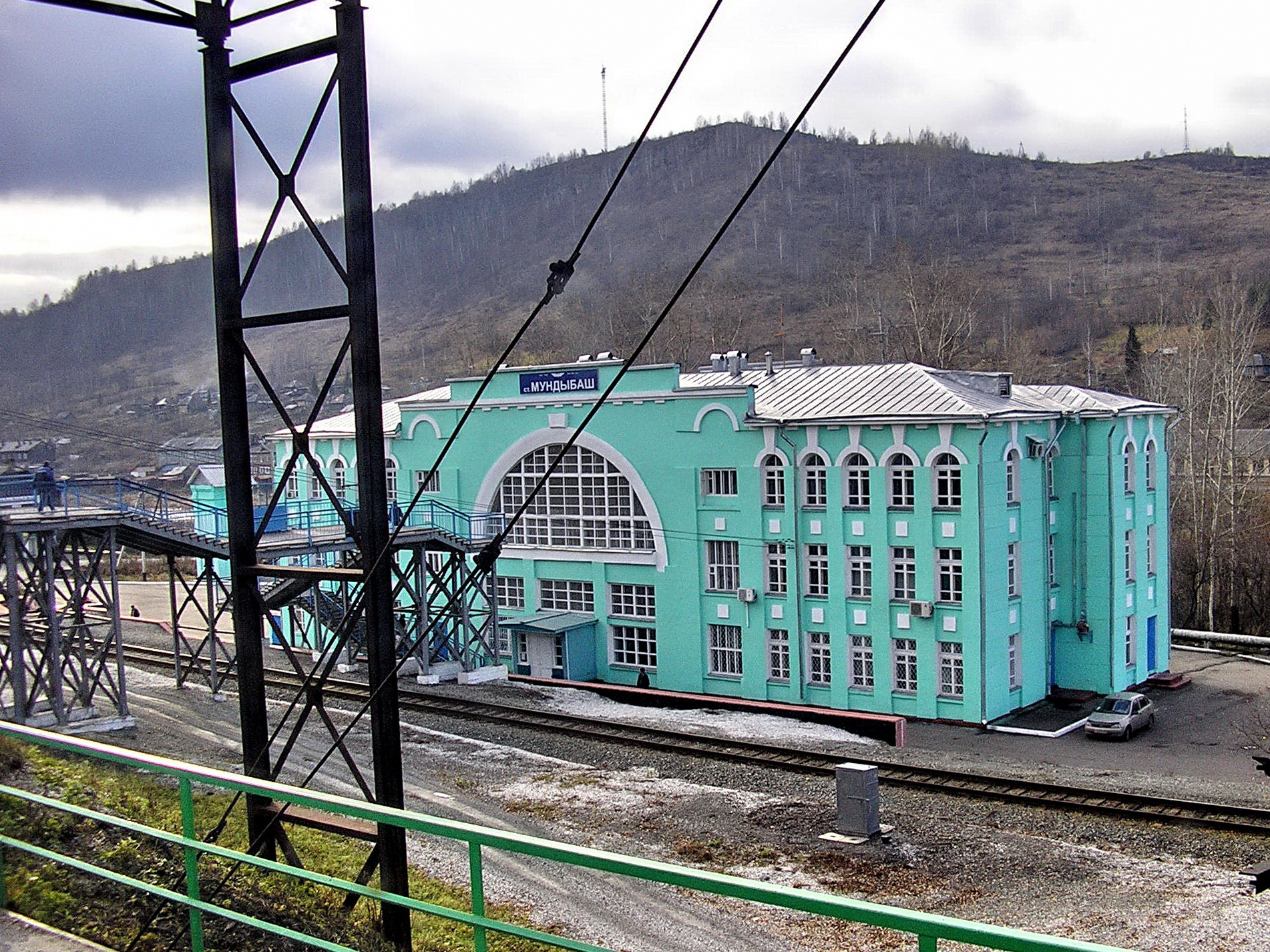
Gare de Moundybach

L'embranchement du Kouzbass du Sud du chemin de fer de la Sibérie-Occidentale traverse le bourg qui dispose de la gare de Moundybach et d'un quai au kilomètre 467 (Kouznetski Artek). La distance de la gare de Novokouznetsk est de 91 km et jusqu'au Transsibérien de 470 km.
Des lignes d'autocars régionaux relient la commune à Novokouznetsk, à Kouzdeïevo, à Tachtagol et à Temirtaou.